# 汪辉武
汪辉武（1973年—）是中国企业家，现任四川希望教育集团的执行董事、首席执行官兼总裁。

## 概要
汪辉武出生于四川省简阳市玉成乡长乐村，1994年毕业于四川简阳师范学校，毕业后在成都创业。1999年创办四川第一家计算机培训机构五月花计算机专业学校。后在2007年10月与陈育新（真名刘永美，企业家刘永好之兄）达成合作，与陈旗下的华西希望集团合并组建希望教育。2018年8月3日，希望教育作为中国第二大民办高等教育集团在香港上市，上市后集团规模迅速扩张，汪辉武也因此连年登上胡润百富榜。2020年的胡润百富榜数据显示，汪辉武的个人财富为41亿元人民币。

### 希望教育现况
截至2021年2月底，希望教育旗下共有西南交通大学希望学院、贵州财经大学商务学院、山西医科大学晋祠学院、民办四川天一学院、四川希望汽车职业学院、四川文化传媒职业学院及四川托普信息技术职业学院等6所本科、8所大专、2所技师学院，遍及四川、贵州、宁夏、山西、江苏、江西、重庆等地。这些学校的在校学生总人数为196747人，其中本科学生98788人。截至2021年2月的半年间营收为11.83亿元，净利润近5亿元，现金和现金等价物余额为25亿元。希望教育还于2020年收购了马来西亚的英迪国际大学。

## 代孕风波
2021年5月6日，网络流传一张微信聊天记录指汪辉武涉嫌在美国代孕，引发舆论强烈关注。根据该聊天记录，一陈姓人士称汪辉武在国外购买20枚卵子用于代孕，每枚卵子购买价为四五万元，这些卵子均来自从事模特、金融学博士、音乐家等工作的浅色头发白人美女。汪辉武的精子分别与这些卵子结合成均为女性的胚胎，其中有10个胚胎已经代孕出生，8个婴儿已回到中国并由广东月嫂照顾以利于她们学习广东话。而另外10个胚胎因尚未找到合适的代理孕母，目前仍在冷冻保存。消息爆出当天，希望教育股价暴跌10%以上，损失了约20亿市值。希望教育的一名工作人员回应媒体时称这是谣言，并会追究相关人员的法律责任。